# Epistephium sclerophyllum
Epistephium sclerophyllum là một loài thực vật có hoa trong họ Lan. Loài này được Lindl. mô tả khoa học đầu tiên năm 1840.

## Hình ảnh

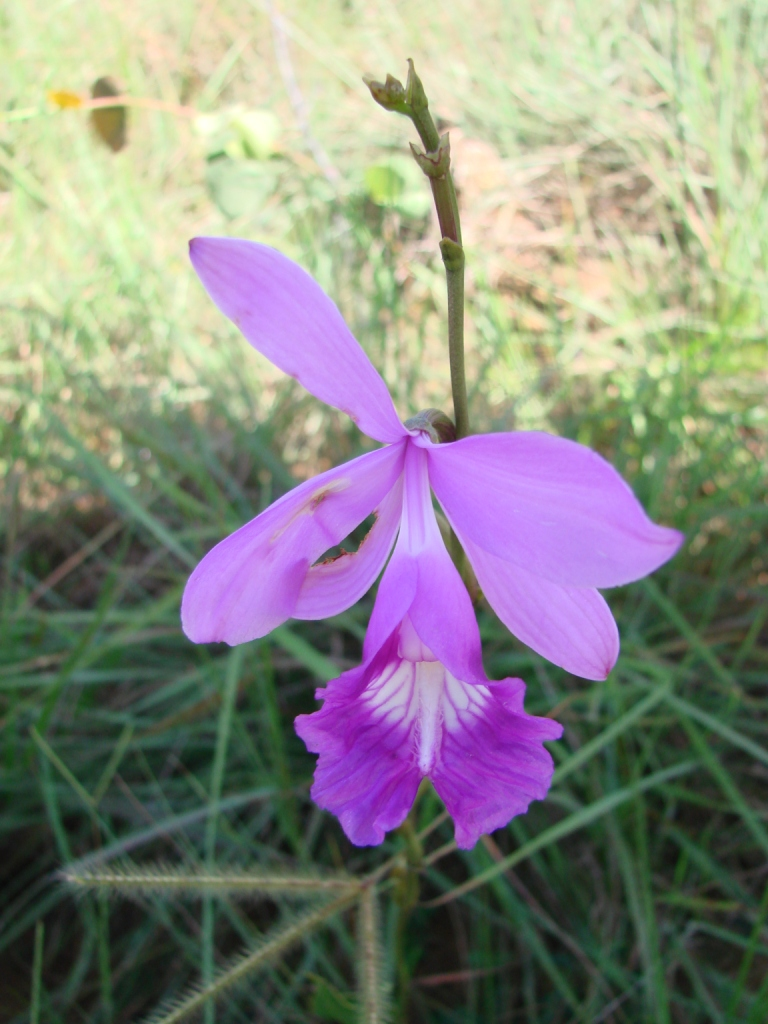